# Colotrechnus agromyzae
Colotrechnus agromyzae is een vliesvleugelig insect uit de familie Pteromalidae. De wetenschappelijke naam is voor het eerst geldig gepubliceerd in 1981 door Subba Rao.